# Der Dieb mit dem Affen
Der Dieb mit dem Affen ist eine Erzählung aus den Geschichten aus Tausendundeiner Nacht.
Die Kurzgeschichte erzählt von einem gewitzten Dieb mit einem Affen und einem Mann, der sich übernimmt. Teil der Erzählung ist die Binnengeschichte Der törichte Weber.

## Handlung
Es gab einmal einen Dieb, der einen Affen besaß und nie einen Marktplatz betrat, ohne ihn mit große Menge Diebesgut zu verlassen. Eines Tages sah der Dieb einen Mann, der alte Kleider zum Verkauf anbot. Als der Mann sich ausruhen wollte und die Kleider in ein Bündel tat, ließ der Dieb seinen Affen Kunststücke machen, lenkte den Mann ab und stahl das Bündel. Dann ging er an eine entfernte Stelle auf dem Markt, öffnete das Bündel und legte die alten Kleider in ein kostbares Tuch, das er zum Kauf anbot, allerdings mit der Bedingung, dass es vorher nicht geöffnet werden durfte, lockte die Leute aber mit einem billigen Preis.
Da kam ein Mann, dem das kostbare Tuch gefiel und er kaufte es zu den Bedingungen des Diebes, im Glauben billige Ware teuer selbst verkaufen zu können. Zuhause öffnete er es und stellte fest, dass das Tuch nur alte Kleider enthielt. Seine Frau schollt ihn dafür und fragte, ob er denn nicht wisse, dass kostbarer Stoff, der unter dem normalen Preis verkauft wurde, gemeinhin Diebesgut sei. Sie fragte ihren Mann, ob er denn nicht vorher die Ware prüfe und verwies auf die Geschichte des törichten Webers, in der ein Weber übermütig und leichtsinnig wurde.
Die Frau erzählte ihrem Gatten die Geschichte als Warnung, damit er seinen Lebensunterhalt in einer Weise verdiene, die er verstehe und genau kenne, statt einer Arbeit nachzugehen, der er nicht gewachsen ist. Doch ihr Mann erwiderte, dass auch Können nicht vor Unglück und Nichtskönnen nicht vor Glück schütze. So fuhr er fort Waren unter dem Normalpreis von Dieben zu erstehen und zu verkaufen, bis der Verdacht auf ihn fiel und er umkam.